# 陈独秀旧居
陈独秀旧居，位于北京市东城区北池子大街箭杆胡同20号，是陈独秀在北京的旧居，也是《新青年》编辑部旧址，北京市文物保护单位。

## 历史
1915年9月15日，陈独秀在上海创办《青年杂志》（后更名《新青年》）出版。1917年初，陈独秀迁居今箭杆胡同20号（原箭杆胡同9号），同期由他创办的《新青年》杂志编辑部也从上海迁来此处。1918年初，《新青年》从陈独秀主撰变为同仁刊物，由北京大学教授胡适、钱玄同、刘半农、鲁迅、李大钊、高一涵等轮流编辑。在该院编辑的《新青年》杂志近30期。李孤帆、吴君毅、高语罕、刘叔雅夫妇等其他新文化运动及五四运动期间的文化名人、中国共产党早期建党人士等都曾到访这里。陈独秀在此从1917年一直居住到1919年。
2013年初，北京市东城区将陈独秀旧居腾退修缮纳入东城区名城保护重点项目，列入区政府“折子工程”。腾退工作结束后，陈独秀旧居的修缮工作是与北京新文化运动纪念馆合作进行的。2015年9月15日是《新青年》杂志创刊一百周年纪念日。此前一天即2015年9月14日，箭杆胡同20号的陈独秀旧居及《新青年》编辑部完成腾退修缮，北房门口挂上“陈独秀旧居”和“《新青年》编辑部旧址”的牌子。修缮遵循修旧如旧的原则，原房屋的房梁只要能继续使用便保留，地面上的砖也有50余块是旧居原先使用的。
在2015年陈独秀旧居修缮完工前后，东城区东华门街道办事处与北京新文化运动纪念馆签订合作协议，计划推出相关主题展览陈列。2017年6月15日，中共北京市东城区委常委、宣传部部长周家雷到陈独秀旧居调研展陈项目的设计布置情况。

## 建筑
该院坐北朝南，如意大门，正房三间，南房三间，硬山合瓦过垅脊。2015年修缮完成后，院落保持了原有格局，整体占地面积约250平方米，有房屋12间。